# Matinhas
Matinhas este un oraș în Paraíba (PB), Brazilia.